# Mercedes D.III
Mercedes D.III nebo také F1466 (interní označení) byl kapalinou chlazený šestiválcový řadový letecký motor postavený firmou Daimler Motoren Gesellschaft a používaný v širokém spektru německých letadel během první světové války. První verze s výkonem 160 koňských sil vznikly v roce 1914, ale série vylepšení zvýšily výkon nejprve na 170 koňských sil v roce 1917, a poté na 180 v polovině roku 1918. Tyto pozdější modifikace byly montovány do mnoha druhů stíhacích letadel. Byly jediným skutečným soupeřem motorů BMW IIIa, kterých byl ovšem nedostatek. Ve srovnání s tehdejšími motory používanými ve spojeneckých letadlech, byly však D.III celkem zastaralé.
D.III byl založen na dřívějším typu Mercedes D.II, byl však upraven k vyššímu výkonu. Jako většina řadových motorů té doby, měl klikovou skříň vyrobenou z hliníkové slitiny, ke které byly přišroubovány samostatné ocelové válce. Chladicí pláště kryly vrchní dvě třetiny válců.

## Verze
- D.IIIa – krátce vyráběný, s minimálními úpravami, používaný v letounech Albatros D.III
- D.IIIaü – s vylepšeným karburátorem a zvýšenou kompresí, pro letouny Fokker D.VII
- D.IIIavü – 200 koní, vyšší písty z hliníkové slitiny a zvýšený kompresní poměr, nižší hmotnost motoru

## Specifikace (D.IIIavü)

### Technické údaje
- Typ: vodou chlazený čtyřdobý zážehový stojatý řadový šestiválec, se samostatnými válci
- Vrtání: 140 mm
- Zdvih: 160 mm
- Celková plocha pístů: 923,6 cm²
- Zdvihový objem motoru: 14 778 cm³
- Délka: 1650 mm
- Šířka: 490 mm
- Výška: 1072 mm
- Hmotnost: 310 kg

### Výkony
- Jmenovitý výkon: 174 k při 1400 ot./min
- Maximální výkon: 204 k při 1600 ot./min